# Traditions estudiantines
 (mai 2016).
Si vous disposez d'ouvrages ou d'articles de référence ou si vous connaissez des sites web de qualité traitant du thème abordé ici, merci de compléter l'article en donnant les références utiles à sa vérifiabilité et en les liant à la section « Notes et références ».
Les traditions estudiantines sont des rituels relevant du folklore étudiant, institués par des corporations ou associations étudiantes d'élèves et de maîtres, dans le prolongement de l'histoire des universités et des autres lieux d'enseignement supérieur.

## Historique européen

### Antiquité
L'histoire des universités est associée à celle des corporations d'élèves et de maîtres,,,.
Ces corporations s'inspirent, pour leurs fêtes, des bacchanales et autres fêtes processionnelles de l'Antiquité. Certains rites, comme celui du banquet, survivent dans les pratiques actuelles.

### La déposition
C'est le rituel de départ qui devint selon les endroits un bizutage, un baptême, un week-end de bienvenue...
La déposition consistait à travestir de façon assez rustique un nouveau nommé béjaune, et de l'humaniser à l'aide d'outils démesurés. Des traces de ce rituel subsistent dans différents ouvrages en latin , au MEUS, le musée de l'étudiant de Bologne, dans des illustrations diverses et dans des pays tels que l'Allemagne, la Pologne, etc.

### La bazoche
Sous Louis IX le Saint, la mise en forme d'une administration cohérente se fit jour en désirant mettre en place un Parlement de Justice dans toutes les villes importantes. C'est sous Philippe IV le Bel que cet état des choses vit le jour. En créant cette forme de justice, il donna aussi ses lettres patentes à une corporation d'étudiants juristes. La Bazoche (ou la Basoche) était née.
Elle s'étendit à tout parlement sur le territoire français, mais plus encore par contagion indirecte lorsque les étudiants partaient étudier à l'étranger comme il était courant.
Celle-ci vécu de manière prestigieuse jusqu'après la Révolution française de 1789. Sa longévité et la richesse de ses fastes donna l'exemple aux autres corporations étudiantes.
C'est ainsi que nous retrouvons de nombreux rites provenant de la logique bazochienne de nos jours encore. Parmi ceux-ci, les cortèges de Saint-Nicolas des étudiants,Saint-Verhaegen,...
Les goliards, ces clerici vagantes, étaient des étudiants errants. Ils possédaient les privilèges des clercs de l'université et de ce fait, étaient pratiquement intouchables. Lorsque l'on était étudiant, on n'était vraiment quelqu'un qu'à partir du moment où l'on avait fait son droit , et par voie de conséquence être bazochien.
Lorsqu'ils étaient mobiles, les étudiants errants étaient rémunérés en assurant le transport du courrier, de colis, en se faisant gardes du corps d'autres voyageurs, en vendant leur capacité à rédiger, en pratiquant des soties.
Ils se rendaient dans toutes les universités européennes afin de se perfectionner dans l'une ou l'autre matière. Ainsi, le modèle bazochien put s'étendre bien au-delà des frontières de France.

### 1790
C'est l'année où la bazoche déposa ses prérogatives aux pieds du tombeau de Philippe IV, à Notre-Dame de Paris,.
Les juristes regrettèrent très rapidement la grande Bazoche comme en témoignent le nombre d'associations s'en identifiant encore,,, la quantité de bâtiments portant encore son nom, et l'opéra tardif qui lui fut consacré. La carrière de monsieur Henri Dewandre témoigne également de cette survivance.
Mais dans un même temps, il est notable de voir évoquer le mot basoche comme synonyme de coterie .

### Corda Fratres
La Corda Fratres est une organisation internationale d'origine franco-italienne, ni politique, ni religieuse, ni commerciale, ni humanitaire, festive et fraternelle d'étudiants fondée à Turin le 15 novembre 1898. Elle est la première — et seule à ce jour — société festive et carnavalesque universelle et la première association internationale des étudiants.
Elle est présente sur les cinq continents, compte des dizaines de milliers d'adhérents, et disparait dans les années 1920, à la suite de problèmes internes et de la persécution fasciste en Italie.

### Période actuelle
Les traditions estudiantines sont toujours vivantes en Europe et se matérialisent souvent par le port d'une coiffe ou d'une tenue.

## Dans le monde

### Pays germaniques (Allemagne, Autriche, Suisse)
Les traditions estudiantines sont très vivaces dans les pays germaniques, ce sont les Burschenschaft, les Studentenverbindung.

### Belgique
Plusieurs traditions existent en Belgique, mais les coiffes principales liées aux traditions estudiantines sont la penne et la calotte. On y trouve également, mais de manière anecdotique l'alto, le béret d'art, la casquette luxembourgeoise, la flatte (sorte de faluche), la bierpet, le tablard Carolo...

### Espagne, Portugal et Amérique
Une tradition s'est bien étendue dans toutes les régions de type hispanique, la tuna.

### France
Différents rituels étudiants se pratiquent encore en France, au sein de corporations, d'associations telles que les porteurs de la faluche, de l'ordre du Bitard, le royaume de la basoche, les porteurs du khâlot, les traditions de l'École polytechnique, ou encore les gadzarts.

### Italie
La Goliardia pratique ses rites dans une ambiance très protocolaire. Leur coiffe est la Feluca.

### Pologne
En 1918, la Pologne devient libre après 120 ans d'occupation étrangère. Tout de suite, les étudiants veulent avoir un couvre-chef dont ils étaient dépourvus. L’idée était de créer un couvre-chef pour les étudiants, qui ne soit pas liés aux traditions allemandes du type burschenschaft, déjà présentes sur les universités polonaises.
Un couvre-chef pour tous sans exiger un rite de passage (un an ou six mois dans les Corporations Académiques).
La czapka est née dans les milieux des étudiants gauchistes, actifs au sein de l'association « La Fraternité d'entre-aide des étudiants ».
Durant l'occupation nazie, il y a interdiction de porter des couvre-chefs et les universités restent fermées. Lors de la période communiste, la czapka est à peine tolérée.
Les protestations en 1968 furent mortelles pour la czapka, et tout étudiant portant un couvre-chef est bastonné lors des manifestations. Ce n'est qu'en 2009 que des passionnés relancèrent le port de la Czapka étudiante, en s'inspirant de ce qu'ils virent dans des pays comme la Belgique et la France.

## Dans l'art

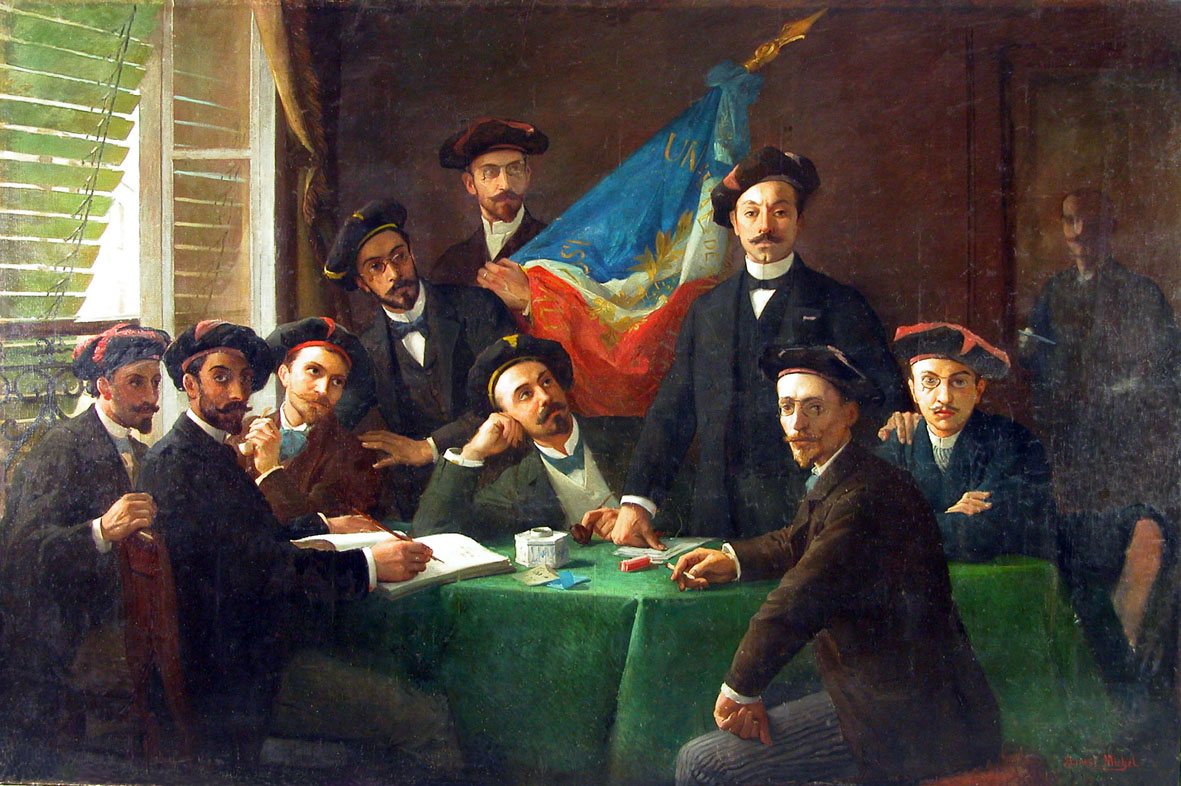
Le bureau de l’association des étudiants de Montpellier aux fêtes du VIème centenaire.

La bazoche, composée de clercs juristes semi-professionnalisés. Les affaires à gérer n'étaient pas si nombreuses et il arrivait que ceux-ci soient désœuvrés. Ils s'essayèrent à la poésie, à l'écriture de farces, ou à travestir des affaires de façon gaillarde qu'ils présentaient durant leur « Cause grasse ». Ils présentaient aussi leurs farces et sotties, d'abord dans les églises lors des fêtes, mais la licence qu'ils se permettaient d'introduire dans les scènes religieuses leur valut d'être rejetés sur le parvis. La grivoiserie s'y plut et s'amplifia, tout comme l'aspect satirique de leurs écrits. On considère toujours aujourd'hui qu'ils sont les pères de la comédie moderne.
Plusieurs artistes se sont intéressés aux traditions estudiantines. Boby Lapointe et Georges Brassens[réf. nécessaire] furent intronisés au sein de l'Ordre du Vénéré Bitard (LST!) et ne dédaignaient pas entonner une chanson grivoise de temps à autre.
Parmi les plasticiens, Paul Gavarni dépeignit en plusieurs gravures la vie de ces jeunes gens, Pablo Picasso réalisa l’étudiant à la Pipe, et l’étudiant au journal, Édouard Marsal dans La remise du drapeau à l’Association générale des étudiants par le président de la République Sadi Carnot,, en 1891, présente des étudiants faluchés, l'année suivante, Ernest Michel immortalise par le tableau Le bureau de l’association des étudiants de Montpellier aux fêtes du VIème centenaire une des premières assemblées de faluches . Le travail graphique du Commandant Roswell s'associe à la recherche sociologique et historique de ces rituels par le biais de la création d'une tradition fictive,.